# José Ribeiro Castanho

José Ribeiro Castanho.

José Ribeiro Castanho (Vila Nova de Cacela, 1875 — 1945) foi um magistrado judicial, escritor e político. Entre outras funções, foi presidente do Supremo Tribunal Militar, Ministro do Interior e juiz conselheiro do Supremo Tribunal de Justiça. Foi um dos fundadores do semanário O Reino do Algarve. Em colaboração com Marcos Algarve, dirigiu em Portimão, nos tempos de juventude, o Almanach do Algarve (1903-194). Fez parte de um dos primeiros governos da Ditadura Nacional, a partir de Julho de 1926, motivo por que foi preso no movimento revolucionário de 7 de Fevereiro de 1927.